# مقام گوگ‌تپه
مقام گوگ‌تپه (به ترکمنی: گؤگ‌دپه مُقامی) نام یکی از مقامات موسیقی ترکمنی است که در دستگاه مخمّس و قرق‌لر ارائه شده‌است.
گؤگ‌تپه نام نبردی بود که در دوازدهم ژانویه ۱۸۸۱ میان نیروهای روسیه تزاری و ترکمن‌ها رخ داد و به شکست ترکمن‌ها انجامید. انفجار قلعه گؤگ‌تپه یا گؤگ دفه به منزله پایان چندین دهه مقاومت ترکمنها در برابر تهاجمات ارضی روسیه به‌شمار می‌رفت.
این نبرد و انفجار قلعه گؤگ‌تپه سینه به سینه نقل شد و در فرهنگ و ادبیات ترکمنی تأثیری شگرف بر جای نهاد. شاعران ترکمن متأثر از این رخداد به بیان مشاهدات خود از این ماجرا و احساسات خود در قالب شعر، مرثیه، داستان و غیره پرداختند.
کاربرد عنوان مقام گؤگ‌تپه پس از نبرد گؤگ‌تپه در موسیقی سنتی ترکمن رایج شد و به سبب اهمیت موضوع، مقام گؤگ‌تپه یکی از مقامات موسیقی ترکمنی شناخته شد. ضرب‌آهنگ این مقام با الهام از اندوه ترکمنان در پی سقوط گؤگ‌تپه تنظیم شد. به روایت یوسف قوجق، سازنده مقام گؤگ‌تپه نوازنده‌ای گمنام بوده‌است که نویسنده او را یاش‌بخشی یعنی خنیاگر جوان نامیده‌است.
دوازدهم ژانویه روز سقوط گؤگ‌تپه در جمهوری ترکمنستان، روز خاطره نامیده شده‌است.
در مقام این رخداد، شعرای ترکمن اشعار بسیاری سروده‌اند. از آن جمله شاعر سرشناس ترکمن مسکین قلیچ مرثیه‌ای تحت عنوان بلا لاردان نشان سروده که بسیار زیبا می‌باشد.